# Teoria descritiva de conjuntos
A teoria descritiva de conjuntos é, em lógica matemática, o estudo de certas classes de conjuntos "bem comportados" da reta real ou outros espaços. Como uma das principais áreas de pesquisa em teoria de conjuntos, ela tem aplicações em outras áreas da lógica matemática bem como áreas da matemática como análise funcional.